# Viktoria Winge
Viktoria Winge (ur. 5 marca 1980) – norweska aktorka i modelka.
Córka aktorskiej pary, Steina i Kari Onstad Winge’ów. Główna wokalistka zespołu Discorockers.
Za występ w filmie Reprise. Od początku, raz jeszcze w 2007 roku była nominowana do nagrody Amandy w kategorii najlepszy/a aktor/ka w roli drugoplanowej.

## Filmografia
- Bambieffekten (2011) jako Cecilie
- Koselig med peis (2010) jako Jenny (serial TV)
- Anniken (2009) jako Anniken
- Daddy's Girl (2009) jako dziewczyna
- Max Manus (2008) jako Solveig Johnsrud
- Scratch (2008) jako Lena
- Hotel zła II (Fritt vilt II, 2008) jako Ingunn
- Crossing Paths (2008) jako Anniken
- Hotel zła (Fritt vilt, 2006) jako Ingunn
- Reprise. Od początku, raz jeszcze (Reprise, 2006) jako Kari